# Zhou Chunxiu
Zhou Chunxiu (Jiangsu, 15 de novembro de 1978) é uma atleta chinesa, especializada em corridas de longa distância.
Participou pela primeira vez dos Jogos Olímpicos em Atenas 2004, ficando apenas na 33ª colocação. Nos anos seguintes veio a se tornar uma das melhores maratonistas do mundo. Em 2006 foi medalha de ouro na prova nos Jogos Asiáticos, realizado em Doha, no Qatar e venceu a Maratona de Seul, na Coreia do Sul. Em 2007, conseguiu seus melhores resultados ao vencer a Maratona de Londres em abril – 2:20:38 – e conquistar a medalha de prata no Campeonato Mundial de Atletismo de Osaka, no Japão.
Maior esperança da China para uma medalha na maratona de Pequim 2008, Zhou ficou com a medalha de bronze nesta prova, depois de uma disputa lado a lado com a queniana Catherine Ndereba – a mesma que a tinha derrotado no Mundial em 2007 – até os últimos metros antes da linha de chegada, perdendo a prata por 1s de diferença.
Sua última conquista foi novamente a medalha de ouro nos Jogos Asiáticos de 2010, realizados em Guangzhou, na China.